# 久野洋
久野 洋（くの ひろし、1921年（大正10年）11月18日 - 1988年（昭和63年）5月27日）は日本の化学者。慶應義塾大学工学部（現理工学部）教授。慶應義塾長。慶應義塾長に工学部出身者が就任するのは久野が初めてであった。日本私立大学連盟会長。
父は生理学者で名古屋大学名誉教授の久野寧。妻の祖父は司法官僚の松室致。

## 人物・功績
1944年9月慶應義塾大学工学部卒業。同年10月から1945年9月まで文部省大学院特別研究生となる。1946年10月工学部助教授、専攻は応用化学。
1960年3月、慶應義塾大学工学博士。論文の題は「粉体の物理化学的性質とその応用の研究」。
同年8月アメリカのミシガン大学に招聘留学し、1961年10月帰国、1962年4月1日大学教授となる。1963年10月工学部長兼大学院工学研究科委員長をつとめた後、1965年5月から1969年6月まで当時の慶應義塾長であった永沢邦男の下で常任理事に選任される。
1969年4月大学情報科学研究所が創設されるに当り、所長事務取扱を兼任したが、常任理事退任により初代の所長となる。1973年5月第14代慶應義塾長に選出され、1977年5月まで在任し、その後は工学部教授に復帰した。
1977年5月学事顧問を委嘱される。1977年10月日本学術訪中代表団に参加、ついで1978年5月中華人民共和国の科学技術研究の現地視察を、また同年10月には韓国慶北大学校を訪問するなど国際学術交流につくした。
1988年5月27日死去。